# Marissa Mayer
Marissa Mayer (Wausau, 30 maggio 1975) è una dirigente d'azienda e ingegnera statunitense.
È stata amministratrice delegata di Yahoo! dal 2012 al 2017, dopo essere stata la prima ingegnere donna assunta da Google e una dei primi venti impiegati della compagnia, dalla quale era stata assunta dal giugno 1999.

## Biografia

### Istruzione e carriera
Dopo il diploma ha frequentato il National Youth Science Camp in Virginia Occidentale. Ha ottenuto una laurea con lode in sistemi simbolici e una specializzazione in informatica dalla Stanford University. In entrambi i corsi ha focalizzato la sua attenzione sul campo dell'intelligenza artificiale.
Nel 2009 le è stata conferita una laurea honoris causa dall'Illinois Institute of Technology.

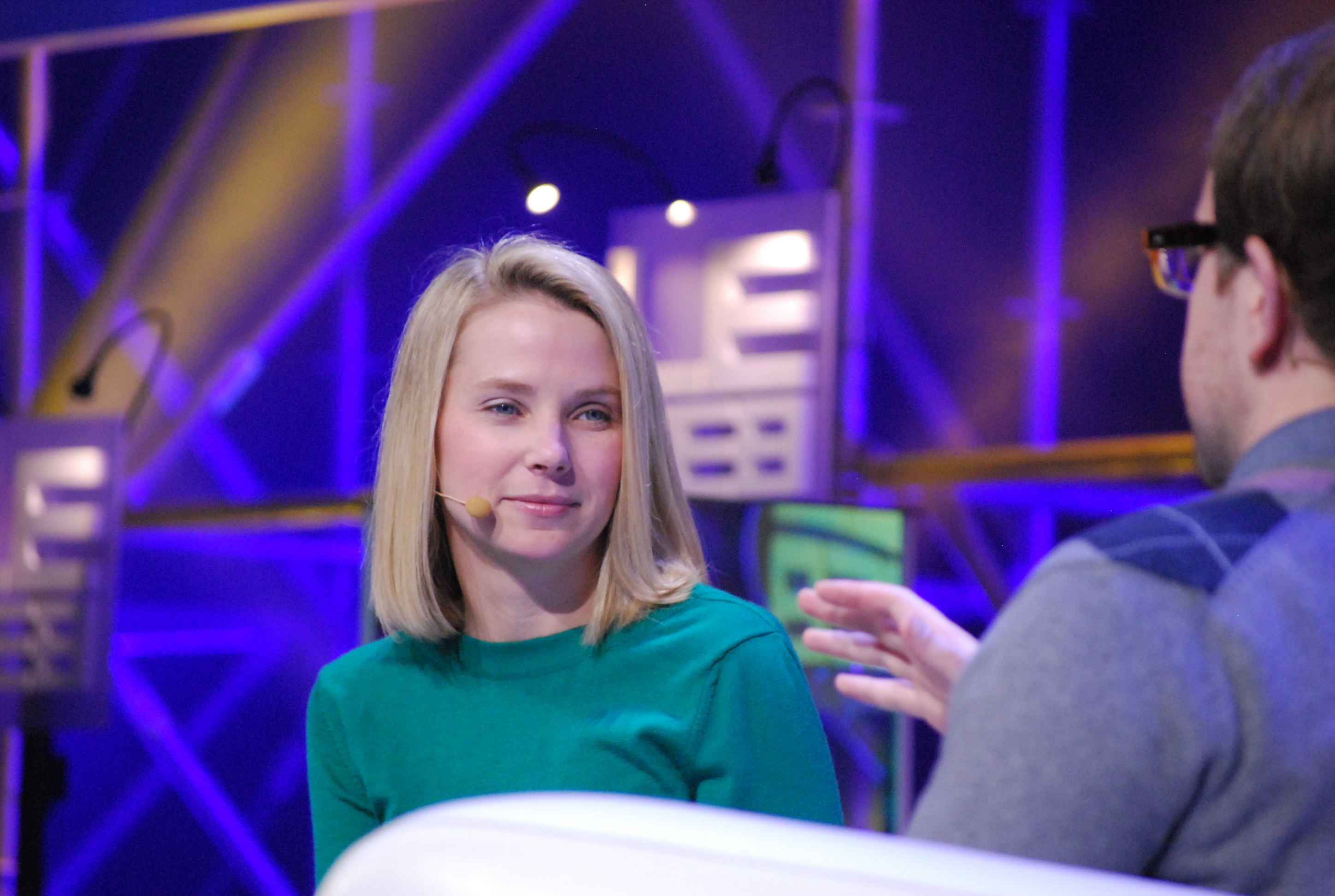
Marissa Mayer in un'intervista mentre lavora a Google nel 2011

### Google
È stata la prima ingegnera donna assunta da Google e una dei primi venti impiegati della compagnia di cui fa parte dal giugno 1999 rappresentando la società in interviste ed eventi pubblici. In precedenza ha lavorato per il laboratorio di ricerca di UBS a Zurigo e per la SRI international, una società californiana. Ha anche intervistato Lady Gaga nell'intervista Google Goes GaGa proprio nel palazzo di Google.
Mayer ha lavorato sulle funzionalità di ricerca di Google e su Gmail, e può essere considerata una parte importante del successo di queste interfacce utente.Nel 2008 è stata considerata dalla rivista Fortune come una delle 50 donne più potenti, ed è stata la più giovane a entrare in questa classifica.
I suoi contributi comprendono, tra gli altri, Google Maps, Google Earth, iGoogle.

### Yahoo!
Dal 16 luglio 2012 a giugno 2017 è stata CEO di Yahoo!. Nel gennaio del 2017 si è dimessa a causa delle aspre critiche nella gestione aziendale nei suoi confronti, dovute in particolare ad intrusioni hacker non risolte e non tempestivamente comunicate, in cui sono stati rubati dati sensibili degli utenti (Data breach del 2013). Ha avuto una buonuscita di 23 milioni di dollari, inferiore a quella pattuita in quanto, probabilmente, anche ritenuta responsabile della svendita a ribasso di Yahoo! a Verizon.

### Accuse di discriminazione sessuale
Mayer è stata accusata legalmente da due ex dirigenti, Scott Ard e Gregory Anderson, di utilizzare sistemi di valutazioni discriminanti per il sesso maschile, finalizzati a penalizzare e licenziare gli uomini per favorire le donne.

### Sunshine
Dopo aver lasciato Yahoo! nel 2017, Mayer ha fondato Sunshine (ex Lumi Labs) con l'ex collega Enrique Munoz Torres. L'azienda ha sede a Palo Alto ed è focalizzata sull'intelligenza artificiale e sui media di consumo. Il 18 novembre 2020, Mayer ha annunciato che I Laboratori Lumi sarebbero stati rinominati Sunshine rivelando allo stesso tempo il suo primo prodotto: Sunshine Contacts. Sunshine Contacts sostiene di migliorare i contatti iPhone degli utenti e i contatti di Google utilizzando algoritmi intelligenti, dati di contatto, fonti pubbliche e altro ancora.

## Vita privata
Mayer ha sposato l'avvocato e investitore Zachary Bogue il 12 dicembre 2009. Il giorno in cui Yahoo! annunciò la sua assunzione, Mayer rivelò di essere incinta. Il 30 settembre 2012 ha dato alla luce un bambino. Sebbene avesse chiesto suggerimenti sul nome del bambino tramite i social media,  alla fine ha scelto il nome Macallister. Il 10 dicembre 2015, Mayer ha annunciato di aver dato alla luce due gemelle, Marielle e Sylvana.
Mayer è luterana.